# Épisodes de Battle Creek
Cet article présente le guide des épisodes de la série télévisée américaine Battle Creek.

## Généralités
- Aux États-Unis, la saison a été diffusée du 1er mars 2015 au 24 mai 2015 sur le réseau CBS et en simultané sur le réseau Global au Canada.

## Distribution

### Acteurs principaux
- Josh Duhamel : Milton Chamberlain
- Dean Winters : Russ Agnew
- Janet McTeer : Commandant Guziewicz
- Kal Penn : Detective Fontanelle
- Aubrey Dollar : Holly
- Edward Fordham, Jr. : Aaron Funkhauser

### Acteurs récurrents
- Damon Herriman : Inspecteur Niblet
- Liza Lapira : Détective Erin Jacocks
- Patton Oswalt : Maire Scooter Hardy (épisode 6)

## Épisodes

### Épisode 1:Nouvelle ère à Battle Creek
- États-Unis /  Canada : 1er mars 2015 sur CBS[2] / Global[3]
- France : 9 mai 2017 sur TF1

- États-Unis : 7,92 millions de téléspectateurs[4] (première diffusion)
- Canada : 1,343 million de téléspectateurs[5] (première diffusion + différé 7 jours)

- Damon Herriman (Détective Niblet)
- Liza Lapira (Détective Erin Jacocks)
- David Warshofsky (Agent Bromberg)
- Dustin Ybarra (Teddy the Snitch)
- Travis Tope (Ricky)
- Rick Gonzalez (Omar)
- Omar J. Dorsey (Travis Taylor)
- Jayne Taini (Mrs. Seymour)
- Arielle Vandenberg (Milt's Assistant)
- Christopher Wallinger (Officer Caldwell)
- Adam Karell (Dad)
- Fran Phillips (Carole Brown)
- Gerry Phillips (Jim Brown)
- Carl Bressler (Leonard Berg)
- Tiffany Janeen (Resident)
- Vanessa Waters (Marla)
- Matthew Willig (Dealer)
- Amber Friendly (Female Agent)
- Julie Pearl (D.A. Perlmutter)
- Daniel Lee Robertson (Uniformed Officer)
- Jan Devereaux (Carla)

### Épisode 2:A coups de sirop
- États-Unis /  Canada : 8 mars 2015 sur CBS / Global
- France : 9 mai 2017 sur TF1

- États-Unis : 6,93 millions de téléspectateurs[6] (première diffusion)
- Canada : 1,098 million de téléspectateurs[7] (première diffusion + différé 7 jours)

- Damon Herriman (Detective Niblet)
- Liza Lapira (Detective Erin Jacocks)
- Dustin Ybarra (Teddy The Snitch)
- Meredith Eaton (Meredith)
- Stoney Westmoreland (Emmett)
- Gordon Greene (Robert)
- Duke Davis Roberts (Larry)
- John Bobek (Budtender)
- Fitz Houston (Klecko)
- Miles Anderson (Phil)
- Amu Ferguson (Neysa)
- Peter Onorati (Julio)
- Tony Perez (Judge Walters)

### Épisode 3:Flair et suspicion
- États-Unis /  Canada : 15 mars 2015 sur CBS / Global
- France : 9 mai 2017 sur TF1

- États-Unis : 6,79 millions de téléspectateurs[8] (première diffusion)
- Canada : 1,198 million de téléspectateurs[9] (première diffusion + différé 7 jours)

- David Warshofsky (Agent Bromberg)
- Liza Lapira (Détective Erin Jacocks)
- Kyla-Drew Simmons (Katori)
- Alano Miller (Joey)
- Shalita Grant (Olivia)
- Mo McRae (Darnell)
- Ericka Kreutz (Carmen)
- Susie Abromeit (Al)
- Rene D. Moran (Yasiel)
- Alexis Delarosa (Agapito)
- Lisa Glass (School Principal)
- Mark Engelhardt (FBI Instructor)
- Carla Houston Lomelin (Beautiful Woman)
- Rory Shore (4th Grade Boy)

### Épisode 4:Le meilleur des deux ...
- États-Unis /  Canada : 22 mars 2015 sur CBS / Global
- France : 16 mai 2017 sur TF1

- États-Unis : 6,05 millions de téléspectateurs[10] (première diffusion)
- Canada : 958 000 téléspectateurs[11] (première diffusion + différé 7 jours)

- Damon Herriman (Detective Niblet)
- Liza Lapira (Detective Erin Jacocks)
- Meredith Eaton (Meredith)
- Wes Watson (Max)
- Heather Ankeny (Eleanor)
- Michael Gladis (Robert)
- Susan Ruttan (Carole)
- Jeryl Prescott Sales (Tracy)
- Kim Hamilton (Younger Waitress)
- Ace Gibson (Chef)
- Carole Guiterrez (Maria)
- Jeff Adler (George)
- Ian Gregory (Rich)
- William Charlton (Bob)
- Sarah Colonna (Gail)

### Épisode 5:Amour incendiaire
- États-Unis /  Canada : 29 mars 2015 sur CBS / Global
- France : 16 mai 2017 sur TF1

- États-Unis : 6,02 millions de téléspectateurs[12] (première diffusion)

- Liza Lapira (Detective Erin Jacocks)
- Damon Herriman (Detective Niblet)
- Rotimi Akinosho (Danny)
- Andy P. Buckley (Steven)
- James Hebert (Vito)
- P.J. Marino (Mike)
- Megan Ferguson (Carmen)
- Kelvin R. Shepard (Bartender)
- Dio Johnson (Uni)
- John Ennis (Richard)
- Chase Kim (Boyfriend #1)
- Jos Viramontes (Boyfriend #2)
- Michael Anthony Batayeh (Fred)
- John Marshall Jones (Jacob)
- Collin McShane (Handsome Guy)

### Épisode 6:Céréales Killers
- États-Unis /  Canada : 5 avril 2015 sur CBS / Global
- France : 16 mai 2017 sur TF1

- États-Unis : 5,58 millions de téléspectateurs[13] (première diffusion)

- Liza Lapira (Détective Erin Jacocks)
- Patton Oswalt (Maire Scooter Hardy)
- Peter Jacobson (Darrel Hardy)
- Ashton Moio (Sam)
- James MacDonald (Stevie)
- Paul Diaz (Officer Murdoch)
- Thomas Kasp (Joey)
- Francesca Ferrara (Sam's Mom)
- Karla Mosley (Kira)
- Tom Beyer (Mr. Pate)
- Blaine Saunders (Cece)
- Shamar Sanders (EMT #1)
- Porter Kelly (Nurse Kelly)
- Henri Lubatti (Dr. Mayner)

### Épisode 7:Arnaque, million et ta mère
- États-Unis /  Canada : 12 avril 2015 sur CBS / Global
- France : 23 mai 2017 sur TF1

- États-Unis : 6,48 millions de téléspectateurs[14] (première diffusion)

- Damon Herriman (Detective Niblet)
- Meredith Eaton (Meredith Oberling)
- Candice Bergen (Constance)
- Chris Mulkey (Henry Briggs)
- David Charles (Administrator)
- Gary A. Rainer (Officer)
- Amy Lawhorn (Female Reporter)
- Jimmy O. Yang (Cheng)
- Ben Bowen (Nick Shaw)
- Taylor Nichols (Pastor Mathis)
- Jennie Kamin (Woman)
- Monique Edwards (Sales Woman)
- Wes Robertson (Trevor)
- Todd Grinnell (Max Archer)

### Épisode 8:Lever le doute ...
- États-Unis /  Canada : 26 avril 2015 sur CBS / Global
- France : 23 mai 2017 sur TF1

- États-Unis : 6,14 millions de téléspectateurs[15] (première diffusion)

- Liza Lapira (Detective Erin Jacocks)
- Meredith Eaton (Meredith Oberling)
- Rotimi Akinosho (Danny)
- Michael O'Neill (Councilman Pritchett)
- Glenn Plummer (Clarence)
- Jordyn Barber (Rosalee)
- Byron Rogers III (Young Danny)
- Brian Epps (Kyle)
- Karl Herlinger (Joseph Bartley)
- Anjul Nigam (Aadi Patel)
- Gita Reddy (Simran Patel)
- Stephen Rider (Eli Cunningham)
- Bokeem Woodbine (Devin)
- Evan Helmuth (Mike Goodman)

### Épisode 9:Un mort en cavale
- États-Unis /  Canada : 3 mai 2015 sur CBS / Global
- France : 23 mai 2017 sur TF1

- États-Unis : 6,18 millions de téléspectateurs[16] (première diffusion)

- Liza Lapira (Detective Erin Jacocks)
- Meredith Eaton (Meredith Oberling)
- Sunny Tehmina (Katrina)
- DC Pierson (Bobby D)
- Shannon Mclemore (Pregnant Woman)
- April Grace (Dr. Jackson)
- Sean T. Krishnan (Taxi Driver)
- Joe Massingill (Brian Steglitz)
- Dan Bakkedahl (Barclay Spades)

### Épisode 10:Le syndrome de Stockholm
- États-Unis /  Canada : 10 mai 2015 sur CBS / Global
- France : 30 mai 2017 sur TF1

- États-Unis : 6,31 millions de téléspectateurs[17] (première diffusion)

- Liza Lapira (Detective Erin Jacocks)
- Damon Herriman (Detective Niblet)
- James Le Gros (Clint Ford)
- Carol Locatell (Veronica)
- Kathleen Wilhoite (Susan)
- Erin Darke (Annie)
- Louisa Abernathy (Great Aunt)
- David Marciano (Donny Patton)
- Paul James Jordan (Doug)
- Scott Klace (Warden Daniels)
- Emil Beheshti (Pharmacist)
- Dan Johnson (Officer Davis)
- Cayden Matherly (Gas Station Kid)
- Brian Konowal (Gas Station Dad)
- Jonathan Erickson Eisley (Hoodie Guy)

### Épisode 11:Le bon choix, au bon moment
- États-Unis /  Canada : 17 mai 2015 sur CBS / Global
- France : 30 mai 2017 sur TF1

- États-Unis : 5,1 millions de téléspectateurs[18] (première diffusion)

- Liza Lapira (Detective Erin Jacocks)
- Damon Herriman (Detective Niblet)
- Karis Campbell (Dr Rita Henderson)
- Ross Partridge (Dr Derek Henderson)
- Dave Pavinski (Bennett Kowalski)
- Annika Marks (Dr Steffi Owens)
- Phil Foster (Nurse)
- Alex Carter (Buddy)
- Julie Pearl (D.A. Perlmutter)
- Patrick Fischler (Milner)
- Robin Bartlett (Juge Warren)
- Kerri Higuchi (Carrie)
- Christopher Thornton (Mickey Long)
- Lyssa Roberts (Talia)
- Jonathan Erickson Eisley (Hoodie Guy)

### Épisode 12:La preuve par l'image
- États-Unis /  Canada : 17 mai 2015 sur CBS / Global
- France : 7 juin 2017 sur TF1

- États-Unis : 5,3 millions de téléspectateurs[18] (première diffusion)

- Liza Lapira (Detective Erin Jacocks)
- Damon Herriman (Detective Niblet)
- Meredith Eaton (Meredith Oberling)
- Amanda Detmer (Lydia Conrad)
- Eddie McClintock (Phil Dunaway)
- Michael Beach (Larry)
- Annette O'Toole (Amelia Zuransky)
- Michael McGrady (Jck Stanton)
- Reiley McClendon (Wally Stanton)
- Sarah Rosenberg (Gilroy's Bartender)
- Adalgiza Chermont (Bank Manager)
- Steven M. Gagnon (Coach Zuransky)

### Épisode 13:Dernière confidence
- États-Unis /  Canada : 24 mai 2015 sur CBS / Global
- France : 7 juin 2017 sur TF1

- États-Unis : 4,71 millions de téléspectateurs[19] (première diffusion)

- Liza Lapira (Detective Erin Jacocks)
- Damon Herriman (Detective Niblet)
- Meredith Eaton (Meredith Oberling)
- David Warshofsky (Agent Bromberg)
- Nicki Micheaux (Marina)
- Tyler Ross (Casey)
- Steven Bauer (Roderigo)
- Joseph Haro (Roger)
- Robert Sean Leonard (Brock)
- Maria Cina (Connie)
- Joey Luthman (Evan)
- John Pirruccello (Neighbor)
- Cameron Britton (Oliver)
- Ken Olandt (Firefighter)
- Marc Scizak (Sheriff)